# Boaz (Wisconsin)
Boaz is een plaats (village) in de Amerikaanse staat Wisconsin, en valt bestuurlijk gezien onder Richland County.

## Demografie
Bij de volkstelling in 2000 werd het aantal inwoners vastgesteld op 137. In 2006 is het aantal inwoners door het United States Census Bureau geschat op 135, een daling van 2 (-1,5%).

## Geografie
Volgens het United States Census Bureau beslaat de plaats een oppervlakte van 0,9 km², geheel bestaande uit land. Boaz ligt op ongeveer 324 m boven zeeniveau.

## Plaatsen in de nabije omgeving
De onderstaande figuur toont nabijgelegen plaatsen in een straal van 24 km rond Boaz.